# خوسيه بوردالاس
خوسيه بوردالاس خيمينيز (بالإسبانية: José Bordalás Jiménez؛ مواليد 5 مارس 1964) يُعرف أيضًا بـ بيبي بوردالاس. هو مدرب كرة قدم إسباني ولاعب سابق لعب كمهاجم.

## وصلات خارجية
- خوسيه بوردالاس manager profile على BDFutbol